# Antonino Pio
Cesare Tito Elio Adriano Antonino Augusto Pio, nato Tito Aurelio Fulvo Boionio Arrio Antonino e meglio noto semplicemente come Antonino Pio (in latino Caesar Titus Aelius Hadrianus Antoninus Augustus Pius; Lanuvio, 19 settembre 86 – Lorium, 7 marzo 161), è stato un imperatore romano.
Regnò dal 138 al 161. Imperatore saggio, l'epiteto pius gli venne dato per il sentimento di amore filiale che manifestò nei confronti del padre adottivo che fece divinizzare. Il suo regno fu caratterizzato da un'epoca di pace interna e di floridezza economica. L'unico fronte in movimento fu quello in Britannia, dove Antonino avanzò oltre il Vallo di Adriano, facendo erigere un altro vallo più a nord, che però fu abbandonato dopo solo venti anni dalla costruzione.
Antonino mantenne sempre un atteggiamento deferente verso il senato, amministrò saggiamente l'impero evitando sperperi e non avviò nuove costruzioni importanti o riforme urbanistiche. Fu attento alle tradizioni religiose senza però perseguitare i culti non ufficiali. In questo periodo l'impero ottenne il pieno consenso delle élite cittadine e delle province, che beneficiavano ampiamente della Pax Romana.

## Biografia
Antonino Pio visse in un momento cruciale della storia di Roma: l'apogeo dell'impero o il cosiddetto secolo d'oro. Gli imperatori che regnarono durante questo secolo, prendono il nome proprio da lui, che regnò all'incirca a metà di questo periodo (138 - 161).

### Origini familiari e giovinezza
Nacque il 19 settembre dell'86 a Lanuvio (Lanuvium) nel Lazio; la sua famiglia proveniva dalla colonia latina di Nîmes (Nemausus), situata in Gallia. La sua famiglia era illustre: un nonno (Tito Aurelio Fulvo) fu praefectus urbis e console due volte, l'altro (Arrio Antonino) fu proconsole d'Asia e anch'egli per due volte console.
Inoltre i suoi genitori erano anche benestanti: possedevano fabbriche di mattoni nella regione romana e vaste proprietà in Italia; per questo Antonino fu uno dei più facoltosi senatori della metà del secolo, una ricchezza rafforzata ancor di più dal matrimonio con Annia Galeria Faustina (Faustina Maggiore), figlia di Marco Annio Vero.
Antonino trascorse gli anni della giovinezza a Lorium (fra la Bottaccia e Castel di Guido, a circa 12 miglia da Roma) e, dopo la morte del padre, i due nonni provvidero alla sua educazione, in particolare quello materno, che era amico di Plinio il giovane. Molto si ignora del suo cursus honorum prima di diventare imperatore: fu questore nel 111, pretore nel 116, console nel 120, uno dei quattro consolari d'Italia, proconsole d'Asia (133-136) e membro del Consiglio imperiale (Concilium principis).

### Adozione da parte di Adriano

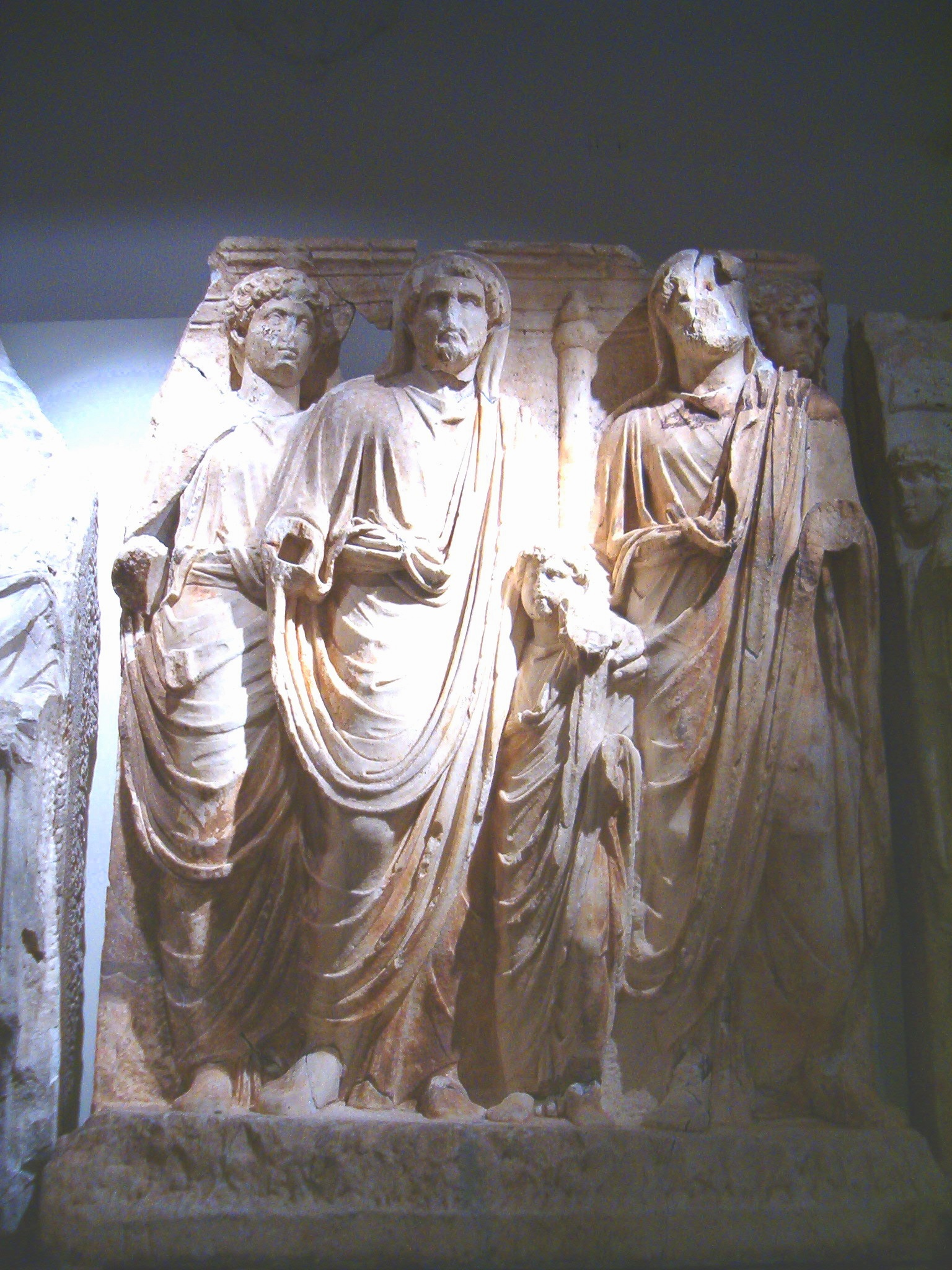
Scena di adozione da Efeso (Monumento dei Parti, oggi presso il Museo di Efeso a Vienna): Antonino Pio (al centro) con il fanciullo Lucio Vero di sette anni (a destra) e Marco Aurelio di diciassette anni (a sinistra, alle spalle). A fianco potrebbe essere Adriano (estrema destra).

Gli ultimi anni di Adriano furono angustiati da una dolorosa malattia e dal problema della successione. Dione riporta l'episodio, non necessariamente vero, di una conversazione al tavolo da pranzo in cui si fecero i nomi di dieci possibili successori, tra i quali sembra che Adriano avesse scelto Lucio Giulio Urso Serviano.
Serviano aveva più di novant'anni, ma aveva sposato la sorella di Adriano, e il loro nipote, Gneo Pedanio Fusco Salinatore, allora diciottenne, era l'unico parente di sangue di Adriano. Ma non c'è nessuna prova che Adriano abbia considerato di farlo suo erede, e Serviano era chiaramente troppo vecchio. Oltretutto, forse per mano di una congiura, sia Serviano che Fusco vennero uccisi in circostanze che a molti senatori ricordarono l'affare dei quattro ex consolari all'inizio del regno.
Nell'estate del 136 Adriano rischiò di morire per emorragia. Convalescente nella sua villa di Tivoli, scelse inizialmente Lucio Ceionio Commodo (conosciuto poi come Lucio Elio Cesare) come suo successore, adottandolo come suo figlio contro la volontà delle persone a lui vicine. Dopo una breve permanenza lungo la frontiera del Danubio, Lucio tornò a Roma per pronunciarvi, il primo giorno del 138, un discorso davanti al Senato riunito. La notte prima del discorso, però, si ammalò e morì di emorragia nel corso della giornata. Il 24 gennaio del 138 Adriano scelse allora Aurelio Antonino come suo nuovo successore. Si trattava del consolare Tito Aurelio Fulvo Boionio Arrio Antonino.
Questi era genero di Marco Annio Vero e, dopo essere stato esaminato per alcuni giorni, fu accettato dal Senato e adottato il 25 febbraio col nome di Tito Elio Cesare Antonino. A sua volta, come da disposizioni dello stesso princeps, Antonino adottò il diciassettenne Marco Aurelio (suo nipote, in quanto figlio del fratello di sua moglie Faustina maggiore) e il giovane Lucio Commodo, figlio dello scomparso Lucio Elio Cesare. Da questo momento Marco mutò il suo nome in Marco Elio Aurelio Vero e Lucio in Lucio Elio Aurelio Commodo. Marco rimase sconcertato quando seppe che Adriano lo aveva adottato come nipote: solo con riluttanza passò dalla casa di sua madre sul Celio a una casa privata di Adriano.

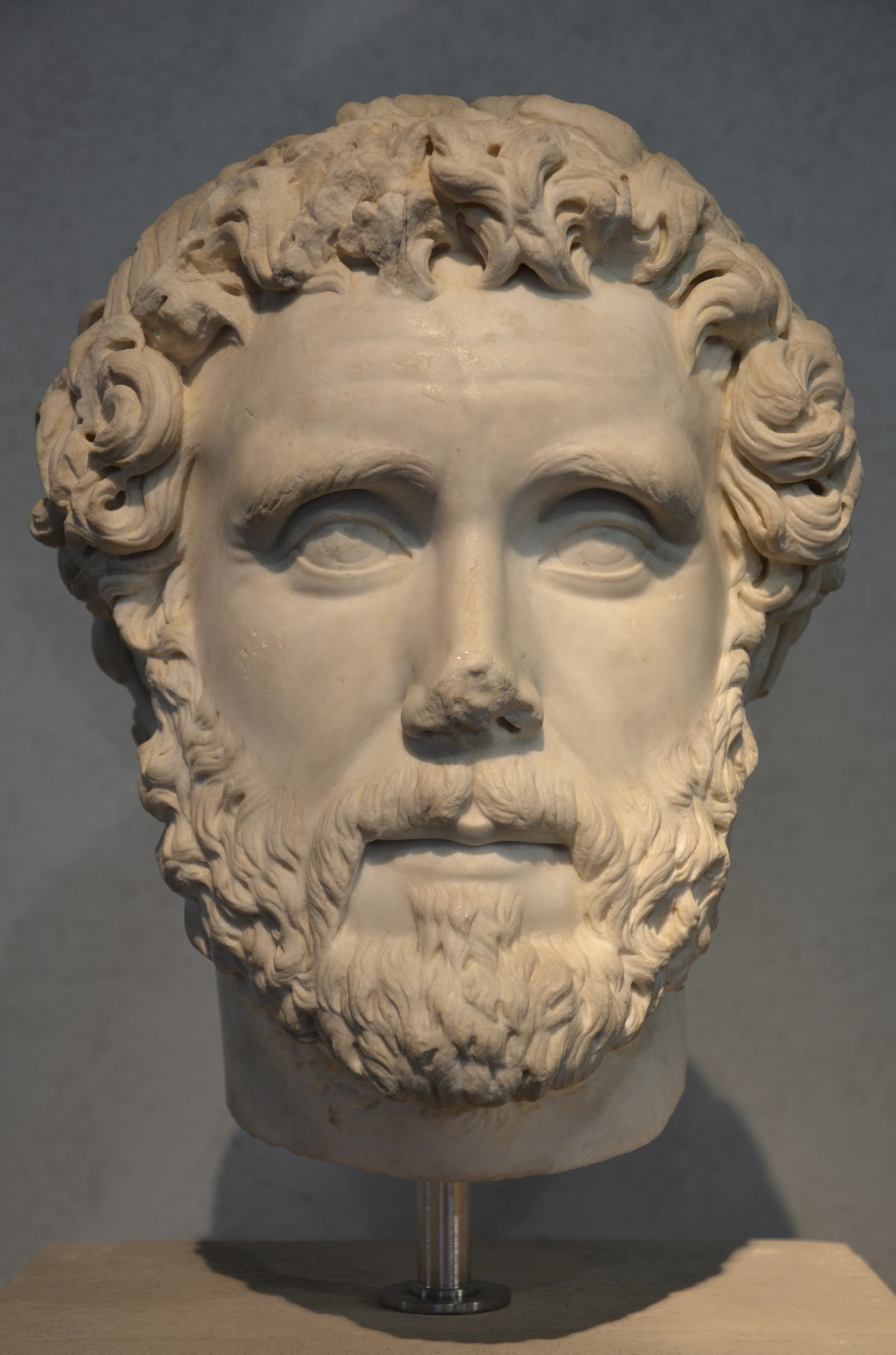
Testa dell'imperatore presso Museo nazionale romano di palazzo Massimo di Roma

Poco tempo più tardi, Adriano chiese in Senato che Marco fosse esentato dalla legge che impediva di diventare questore prima del ventiquattresimo compleanno. Il Senato acconsentì e Marco divenne prima questore nel 138, ricevette quindi l'imperium proconsolare nel 139-140, ed il consolato nel 140 (a soli diciotto anni). Fu quindi facilitato nel percorso della sua classe sociale attraverso l'adozione; egli sarebbe probabilmente diventato, prima triumvir monetalis (responsabile delle emissioni monetali imperiali), in seguito tribunus militum in una legione. Marco probabilmente avrebbe preferito viaggiare e approfondire gli studi. Il suo biografo attesta che il suo carattere rimase inalterato: "Mostrava ancora lo stesso rispetto per i rapporti come aveva quando era un cittadino comune ed era così parsimonioso e attento dei suoi beni come lo era stato quando viveva in una abitazione privata".
La salute di Adriano continuava a peggiorare tanto da desiderare la morte anche se questa non arrivava, tentando anche il suicidio, impedito dal successore Antonino. L'imperatore, ormai gravemente malato, lasciò Roma per la sua residenza estiva, una villa a Baiae, località balneare sulla costa campana. Le sue condizioni però continuavano a peggiorare tanto che Adriano disattese la dieta prescrittagli dai medici, indulgendo in cibo e bevande, morendo infine di edema polmonare il 10 luglio del 138. Le sue spoglie furono sepolte inizialmente a Pozzuoli, per poi essere traslate nel mausoleo monumentale che egli stesso aveva fatto costruire a Roma.
La successione di Antonino si rivelò ormai stabilita e priva di possibili colpi di mano: Antonino continuò a sostenere i candidati di Adriano ai vari pubblici uffici, cercando di venire incontro alle richieste del Senato, rispettandone i privilegi e sospendendo le condanne a morte pendenti sugli uomini accusati negli ultimi giorni di vita da Adriano. Per il suo comportamento, rispettoso dell'ordine senatorio e delle nuove regole, Antonino fu insignito dell'appellativo "Pio". Uno dei primi atti ufficiali di governo (acta) fu la divinizzazione del suo predecessore, alla quale si oppose fieramente tutto il senato, che non aveva dimenticato che Adriano aveva diminuito l'autorità dell'assemblea e ne aveva mandato a morte alcuni membri.

### Principato (138-161)
(Estratto dalla voce Virtù del Dizionario Filosofico di Voltaire)

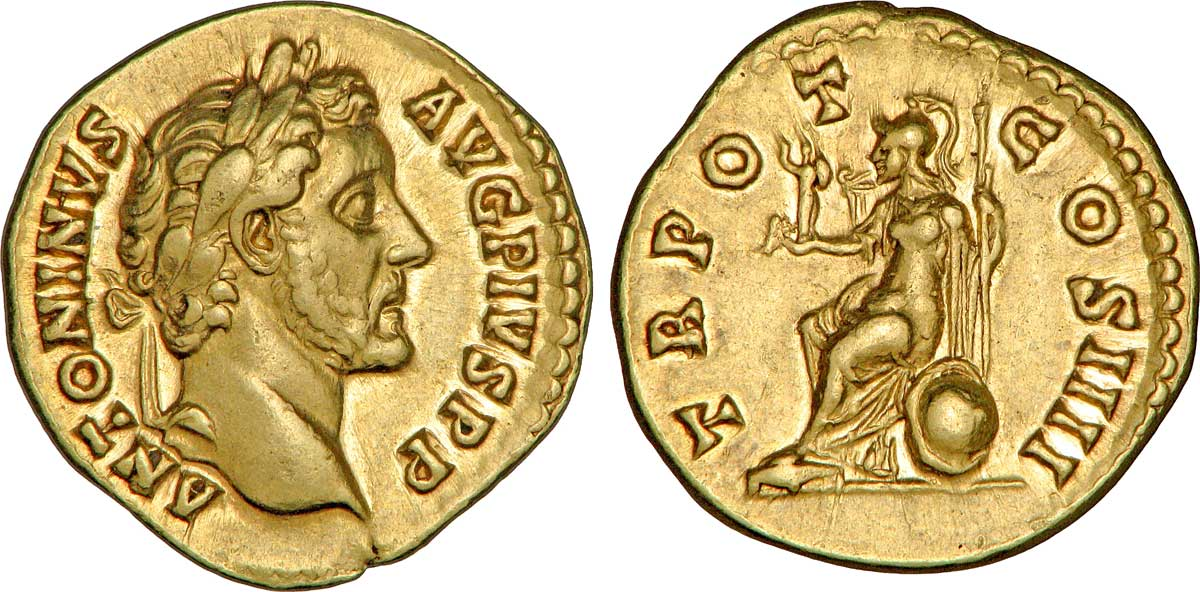
Antonino Pio

Alla fine si giunse ad un compromesso: il senato non si sarebbe opposto alla divinizzazione del defunto imperatore ma Antonino avrebbe abolito l'organo di governo dell'Italia formato dai quattro giudici circoscrizionali. Per aver cercato un accordo con il senato (l'imperatore se voleva poteva mettere a tacere le polemiche facendo intervenire i soldati) Antonino ricevette l'inusuale titolo di Pio. Adeguandosi alle usanze Antonino rifiutò il titolo di padre della patria (pater patriae), ma poi finì con l'accettarlo nel 139 insieme con un secondo consolato, seguito da un terzo e da un quarto (120 il primo, 139 e 140 il secondo e il terzo, 145 il quarto). Ligio alla religione e agli antichi riti, nel 148 celebrò solennemente il novecentesimo anniversario della fondazione di Roma.

#### Politica economica
Antonino fu un ottimo gestore dell'economia dell'Impero e, nonostante le numerose campagne edilizie, riuscì a lasciare ai suoi successori un patrimonio di oltre due miliardi e mezzo di sesterzi, segno evidente dell'ottima cura con cui resse le redini dello stato. Tuttavia il suo regno fu tutto tranne che eccessivamente parsimonioso. Egli infatti aumentò le elargizioni alla plebe di Roma (ai tempi di Augusto circa 200.000 cittadini di Roma avevano grano e acqua gratuitamente; a partire da Antonino Pio, ad una quantità di cittadini maggiore, si ebbero distribuzioni anche di olio e vino, che però furono rese stabili solo sotto Settimio Severo), continuò l'opera del suo predecessore nel campo dell'edilizia (furono costruiti ponti, strade, acquedotti in tutto l'impero anche se pochi sono i monumenti dell'Urbe da lui fatti costruire che ci sono giunti) e aiutò con la sospensione del tributo dovuto diverse città colpite da calamità varie (incendi: Roma, Narbona, Antiochia, Cartagine, terremoti: Rodi e l'Asia minore).
Senza ridurre le spese per le province, aumentò quelle per l'Italia, a differenza del predecessore. Infine c'è da aggiungere che aumentò la distribuzione di sussidi, inaugurata da Traiano, alle orfane italiche, dette "Puellae Faustinianae" dal nome della moglie di Antonino (la quale morì nel 140 o nel 141 e, nonostante la tradizione posteriore ne abbia messo in discussione il carattere, ricevette non solo onori divini, ma anche iscrizioni commemorative in misura senza precedenti sulle monete, e altri riconoscimenti). Privò dei fondi solo coloro che riteneva oziosi (Historia Augusta, Vita di Antonino Pio, VII) come il poeta Mesomede.

#### Politica interna

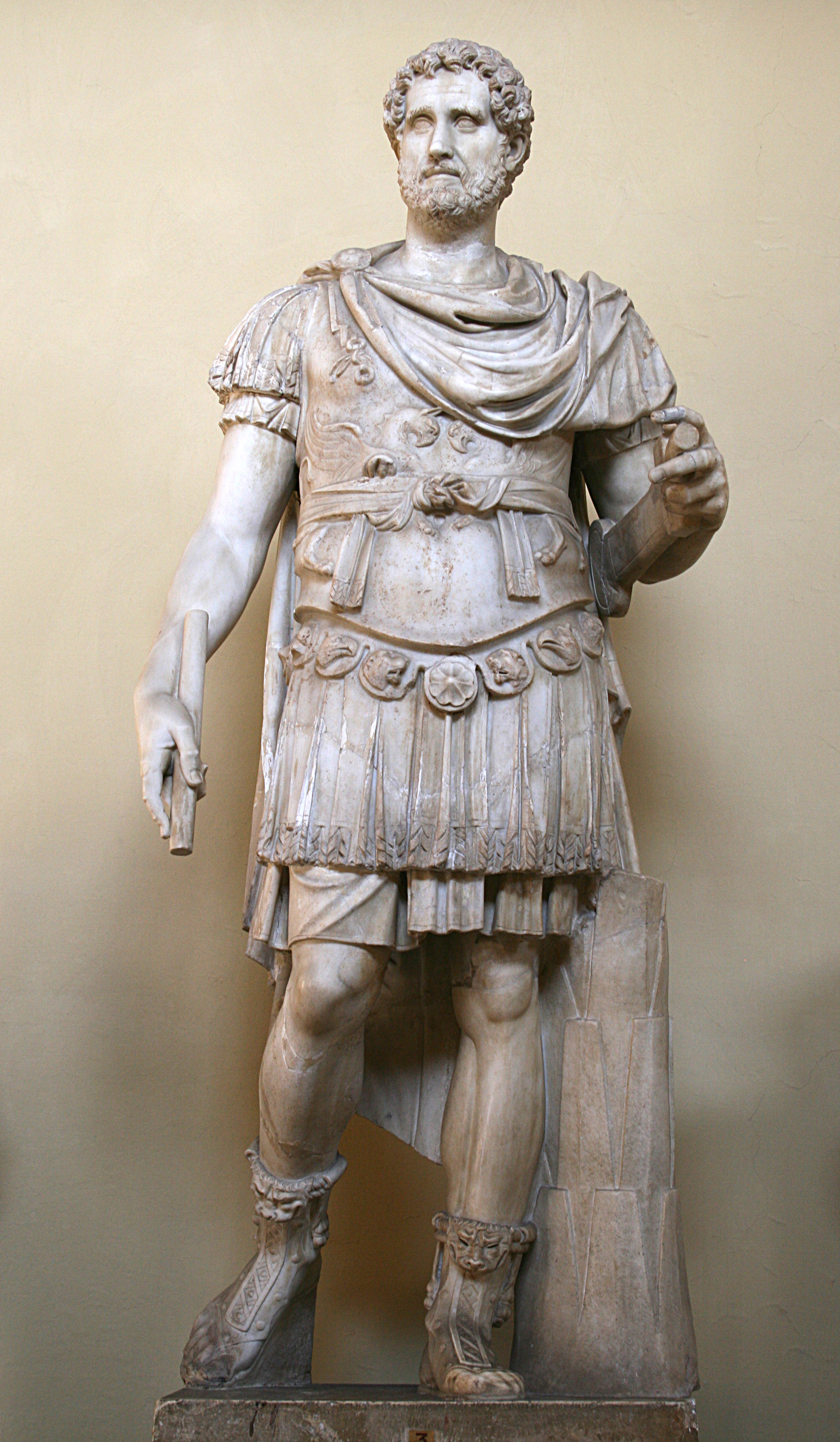
Statua di Antonino Pio (Musei Vaticani-Museo Chiaramonti, Roma)

##### Amministrazione giuridica
Nell'amministrazione generale dell'impero, e particolarmente in campo legale, Antonino seguì nelle grandi linee gli indirizzi di Adriano benché per quanto concerne questo aspetto l'Historia Augusta esordisca così: "Notevole fu l'impronta da lui lasciata nel campo del diritto tramite i giureconsulti Vindio Vero, Salvio Valente, Volusio Meciano, Vepio Marcello e Diaboleno". Sotto il suo regno giunse a conclusione e ci fu il riconoscimento giuridico formale della distinzione tra le classi superiori (honestiores) e le altre (humiliores), distinzione espressa nelle diverse pene cui le classi erano soggette. Si nota la tendenza a sottoporre i ceti più umili della società, siano pure cittadini romani, a pene generalmente riservate in età repubblicana agli schiavi. Che Antonino abbia autorizzato un ulteriore sviluppo di questo sistema è chiaro. Basterà citare il seguente passo del Digesto tratto da un frammento del giurista Domizio Ulpiano:
(Digesto 48.13.8 Ulpianus 7 de off. procons.)
Sempre in campo giuridico è interessante una norma che migliorava la condizione degli schiavi anche se egli sottolinea che "il potere dei padroni sugli schiavi deve restare intatto e nessuno deve vedere diminuiti i propri diritti" (Digesta I, VI, 2).
Ancora interessanti sono le notizie, riportate dalla Historia Augusta (Vita di Antonino Pio, V e VI), che egli rinnovò l'incarico anche per sei o nove anni ai governatori delle province più capaci e che prestava particolare attenzione ai reclami giuridici verso i suoi procuratori del fisco nelle province.

#### Politica estera

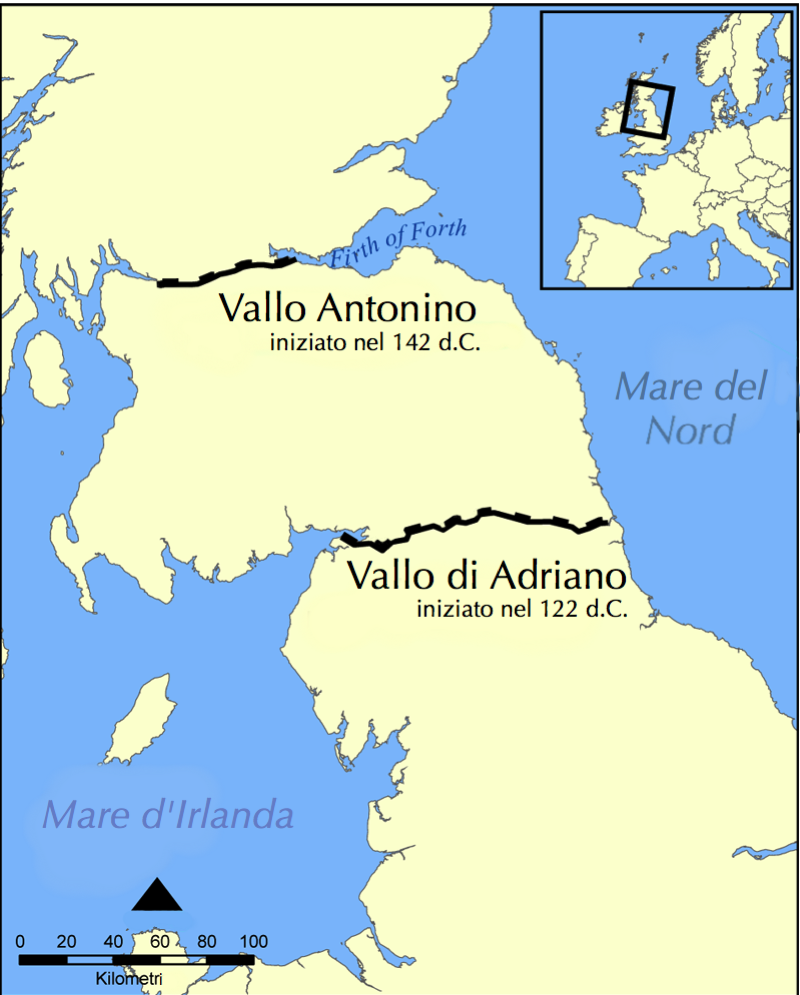
I due più importanti valli della Britannia: il Vallo di Antonino e quello di Adriano.

Riguardo infine alla politica estera vale la pena citare un passo della Historia Augusta secondo la quale:
(Historia Augusta, Vita di Antonino Pio, 9.)
Si ricordano qui in breve alcune altre campagne militari dei suoi comandanti:
1. In Britannia, tra il 142 e il 144 è costruito un nuovo muro, tra l'estuario del Clyde e quello del Forth (37 miglia), dunque più a nord di quello di Adriano. Non sappiamo il motivo di questo avanzamento (forse per compiacere le truppe, forse a causa di una sollevazione della tribù dei Briganti, oppure per via di una revisione strategica) ma sappiamo che il governatore della Britannia, il berbero Quinto Lollio Urbico da Tiddis in carica dal 139 al 145, riconquistò i Lowlands scozzesi. Verso il 155 delle monete celebrano una nuova sottomissione della Britannia. Nella stessa data, o poco dopo, il muro di Antonino è abbandonato a causa di una grave rivolta, riparato verso il 157, prima di essere di nuovo abbandonato nel 164. In pratica il vallo di Antonino è un terrapieno realizzato su una fondazione di sassi ampia quattordici piedi, con davanti un profondo fossato. La guarnigione era dislocata in piccoli fortilizi distanti due miglia l'uno dall'altro, diversamente dal vallo di Adriano che era dotato di forti più grossi ma più distanti.
2. Lungo il limes germanico-retico, con un'ulteriore avanzata verso nord-est del tratto finale che conduceva al Danubio. Per questi successi, forse collegati anche all'aver "dato un nuovo re filo-romano ai Quadi",[15] ottenne il titolo vittorioso di Germanicus.[1]
3. In Egitto, verso il 142-144, scoppia una sollevazione, verosimilmente di origine economica. Infatti l'imposizione rigorosa del lavoro forzato provocò la fuga degli indigeni dalle loro case, cui fece seguito una rivolta armata che dovette essere domata.
4. Nelle Mauretanie, verso il 145, sono segnalati dei disordini: essi rendono necessario l'intervento di rinforzi prelevati sulle frontiere renana e danubiana. Il risultato fu quello di cacciare le popolazioni locali nella parte occidentale del paese.
5. In Dacia, verso il 156-157, sono organizzate spedizioni militari per sopprimere una sollevazione. Per questi successi sembra si meritò il titolo di Dacicus.[1]

### Ultimi anni e morte (161)

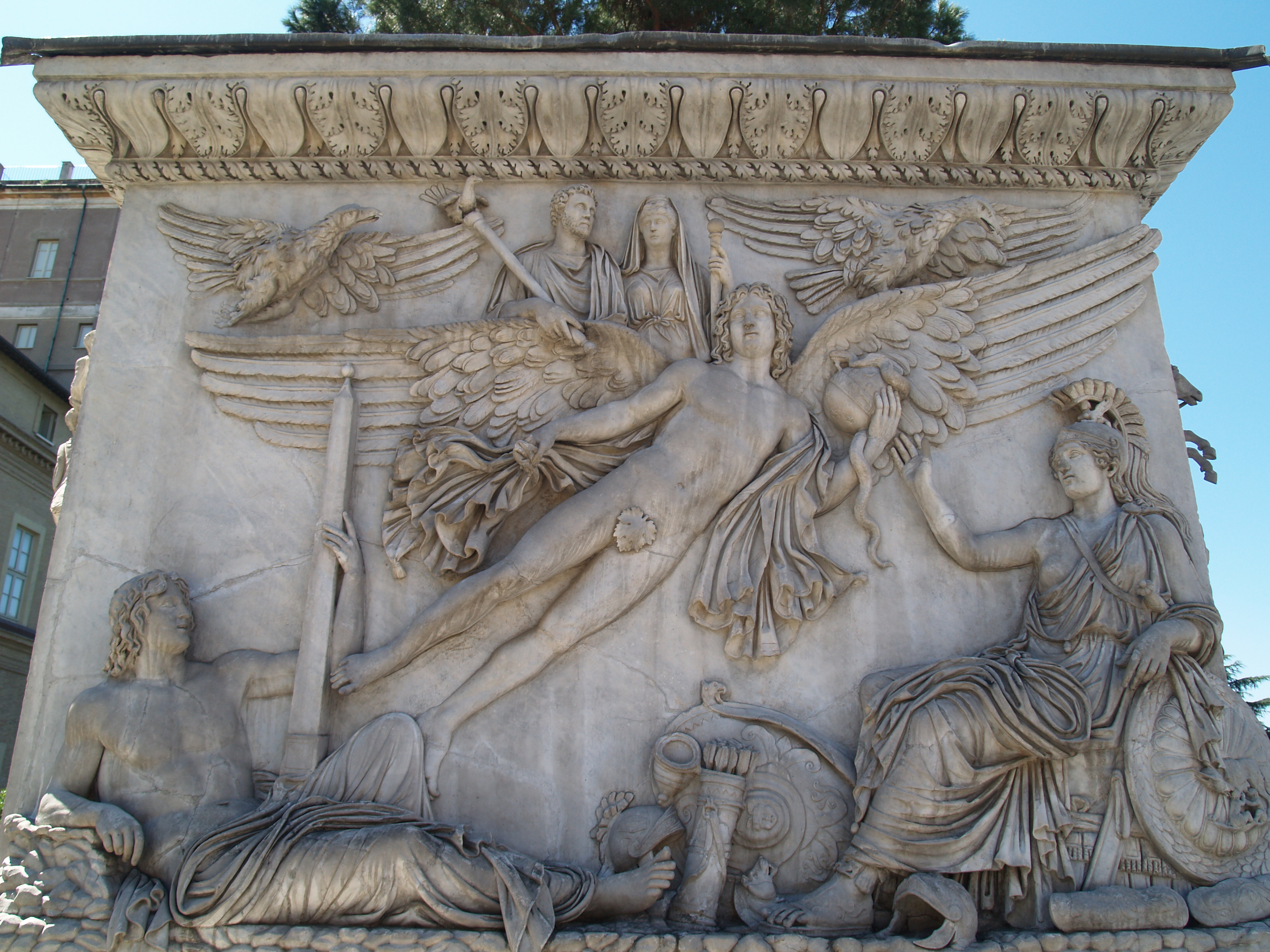
Apoteosi di Antonino e Faustina, dalla base della Colonna di Antonino Pio

Nel 156 Antonino Pio compì settanta anni. Godeva ancora di un discreto stato di salute, seppure avesse difficoltà a stare eretto senza utilizzare dei sostegni. Il ruolo di Marco cominciò così a crescere sempre più, in particolare quando il prefetto del pretorio Gavio Massimo morì, tra il 156 ed il 157. Egli aveva mantenuto questo importante ruolo per quasi vent'anni, risultando pertanto di fondamentale importanza con i suoi consigli su come governare. Il suo successore, Gavio Tattio Massimo, sembra non avesse lo stesso peso politico presso il princeps e poi non durò a lungo.
Nel 160 Marco e Lucio furono designati consoli insieme, forse perché il padre adottivo cominciava a stare male. Antonino morì nei primi mesi del 161: due giorni prima della sua morte, che nei racconti della Historia Augusta fu "molto dolce, come il più tranquillo dei sonni", l'imperatore, che si trovava nella sua tenuta di Lorium, aveva mangiato formaggio alpino a cena, piuttosto avidamente. Vomitò nella notte e gli comparve la febbre. Aggravatosi il giorno successivo, il 7 marzo 161, convocò il consiglio imperiale (compresi i prefetti del pretorio, Furio Vittorino e Sesto Cornelio Repentino) e passò tutti i suoi poteri a Marco. Egli ordinò che la statua d'oro della Fortuna, che era nella camera da letto degli imperatori, fosse portata da Marco.
Diede poi la parola d'ordine al tribuno di guardia, «equanimità»; poi si girò, come per andare a dormire, e morì all'età di settantacinque anni. Il funerale di Antonino fu celebrato in modo che lo spirito potesse ascendere agli dèi, come era tradizione. Il corpo venne posto su una pira. Lucio e Marco divinizzarono il padre adottivo, attraverso un sacerdozio preposto al suo culto, con il consenso del Senato. Sulla base delle sue ultime volontà, il patrimonio di Antonino passò a Faustina, non direttamente a Marco.

### Successione di Marco Aurelio e Lucio Vero
Gli succedettero, secondo il progetto da lungo maturo, Marco Aurelio e Lucio Vero. Marco era stato adottato nel 138 dal suocero (e zio) Antonino Pio. Era la prima volta che due imperatori, con pari potere, governassero l'impero romano. In passato era accaduto che un principe decidesse una successione diarchica: sotto l'imperatore Tiberio, che aveva fatto sua un'idea di Augusto (più tardi imitata da Claudio), designando una diarchia alla sua morte, con Caligola e Tiberio Gemello, ma le manovre del Senato e di Caligola stesso annullarono le sue ultime volontà.
La successione congiunta potrebbe essere stata motivata da esigenze militari, come accadeva in età arcaica nella diarchia spartana, o con la coppia consolare in epoca repubblicana. Occorreva infatti una figura rappresentativa e carismatica al comando delle truppe. Neppure l'imperatore in persona avrebbe potuto difendere i principali fronti contemporaneamente, né avrebbe potuto semplicemente incaricare un generale di condurre un attacco. Questa autorità collegiale permise, inoltre, in epoca republicana di non permettere a una singola persona di impadronirsi del potere supremo.
Il governo congiunto e formalmente paritario, che durò dal 161 al 169, venne di fatto ripristinato. Più tardi si ebbero solo pochi e brevissimi periodi di questo genere di potere, come ad esempio quando governarono insieme Caracalla ed il fratello, Geta (nel 211), oppure durante i regni di Pupieno e Balbino (nel 238) o di Gallieno e Valeriano (dal 253 al 260). Solo in seguito venne creata una struttura di potere collegiale stabile che, inaugurata da Diocleziano con Massimiano (la Tetrarchia, nata negli anni 286-293), durò con alterne vicende, almeno a livello giuridico, fino all'ascesa di Giuliano (nel 361).

## Matrimonio e discendenza
Nel 117, Antonino sposò Annia Galeria Faustina, figlia di Marco Annio Vero e Rupilia Faustina, sorellastra dell'imperatrice Vibia Sabina. Faustina era descritta come una donna bellissima, sebbene con un carattere non facile, e il loro matrimonio fu molto felice.
Ebbero quattro figli, due maschi e due femmine:
- Marco Aurelio Fulvo Antonino (morto prima del 138);
- Marco Galerio Aurelio Antonino (morto prima del 138);
- Aurelia Fadilla (morta nel 135), sposò Lucio Plauzio Lamia Silvano, senza figli noti;
- Annia Galeria Faustina minore (morta nel 170), sposò Marco Aurelio, da cui ebbe quattordici figli.

La morte di Faustina nel 141 ebbe un pesante impatto sul marito, che costrinse il Senato a divinizzarla e le eresse un tempio nel Foro, oltre a coniare monete col suo ritratto e la scritta DIVA FAUSTINA. Fondò inoltre le Puellae Faustinianae, una fondazione dedita alla cura di ragazze indigenti di buona famiglia.
Per evitare di risposarsi, scelse la via del concubinato, sfruttando la norma sociale che vietava a un uomo di avere allo stesso tempo sia una moglie che un'amante ufficiale, ruolo che affidò a Galeria Lisistrata, una delle liberte di Faustina. Il concubinato era spesso scelto da uomini potenti rimasti vedovi, come Vespasiano, Antonino e poi Marco Aurelio, sia per evitare un nuovo matrimonio che per preservare l'eredità dei propri figli, dal momento che l'eventuale prole nata da una concubina non era considerata legittima dal diritto romano e quindi senza diritti su qualsiasi eredità.

## Antonino Pio nella storiografia
Dall'Historia Augusta (Vita di Antonino Pio, II), "Fu un uomo di bell'aspetto e di grande ingegno: equilibrato e nobile aveva un volto che esprimeva compostezza e un'intelligenza fuori del comune". (Vita di Antonino Pio, XIII) "Il suo aspetto aveva una severa maestà; era alto di statura, e proprio per questo, quando incominciò a curvarsi per la vecchiaia, si teneva ritto fasciandosi il petto con listelli di tiglio. Anche quando era già avanti con gli anni, ogni mattina, prima che i cortigiani venissero a salutarlo, mangiava pane secco per tenersi in forma. La sua voce era rauca e grossa, ma niente affatto sgradevole".